# آشاغی چوپ‌لو (بسنی)
آشاغی چوپ‌لو (انگلیسی: Aşağıçöplü, Besni) یک منطقه مسکونی در ترکیه است که در استان آدیامان و در ناحیه بسنی واقع شده است.